# Nico Lange

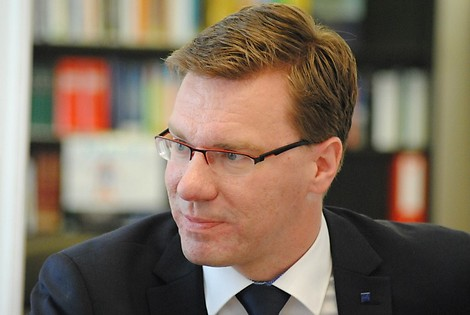
Nico Lange (2013)

Nico Lange (* 23. März 1975 in Berlin) ist ein deutscher Politikberater, Politikwissenschaftler und Publizist. Er war von 2012 bis 2017 in Leitungspositionen für die Konrad-Adenauer-Stiftung (KAS), anschließend in der saarländischen Staatskanzlei und in der Zentrale der CDU tätig. Er war bis 2022 Leiter des Leitungsstabs im Bundesministerium der Verteidigung. Er arbeitet seit Juli 2022 als Senior Fellow für die Zeitenwende-Initiative bei der Münchner Sicherheitskonferenz.

## Leben

### Bundeswehr und Studium
Von 1993 bis 2000 war Lange Soldat auf Zeit der Bundeswehr, diente in NATO-Stäben in Deutschland, Dänemark und Polen und nahm an Einsätzen in Bosnien und Herzegowina und im Kosovo teil. Im Anschluss studierte er an der Universität Greifswald Politik- und Kommunikationswissenschaften sowie Informatik. Das Studium schloss er mit einem Magister ab.

### Referent und akademische Tätigkeiten
Nico Lange arbeitete als Referent der CDU/CSU-Fraktion im Deutschen Bundestag. Zudem unterrichtete er internationale Politik an der Universität Greifswald und wirkte von 2004 bis 2006 an der Fakultät für internationale Beziehungen der Staatlichen Universität Sankt Petersburg. Seine Forschungs- und Lehrtätigkeit in Sankt Petersburg wurde mit einem Stipendium der Robert Bosch Stiftung gefördert.

### Tätigkeiten für die Konrad-Adenauer-Stiftung
Von September 2006 bis April 2012 leitete Lange das Auslandsbüro der Konrad-Adenauer-Stiftung in der Ukraine. Als Interviewpartner oder Autor nahm er dabei Stellung zu aktuellen Fragen der ukrainischen Politik. Nach öffentlicher Kritik an der Regierung von Wiktor Janukowytsch wurde Lange im Juni 2010 bei der Wiedereinreise in die Ukraine stundenlang festgehalten. Erst nach Interventionen aus Berlin und Brüssel wurde seine Einreise gestattet.
Von 2012 bis 2016 bekleidete Lange die Position des stellvertretenden Leiters der KAS-Hauptabteilung Politik und Beratung. Er befasste sich mit politischer Planung und Strategie, Analyse und Beratung politischer Parteien sowie mit Fragen des Populismus. Er leitete unter anderem eine Arbeitsgruppe, die sich mit der Reform von Volksparteien befasste und 2015 dazu ein Thesenpapier vorlegte. Lange war zudem Mitglied der Kommission „Meine CDU 2017“, einer Kommission der CDU auf Bundesebene zur Parteireform.
Er leitete von 2017 bis 2018 das Auslandsbüro USA der Konrad-Adenauer-Stiftung in Washington, D.C. Er befasste sich mit Donald Trump und wirkte für die KAS bei der Durchführung der „DisinfoWeek“ mit, die digitale Desinformation als wachsende Gefahr für die Demokratie thematisierte.

### Zusammenarbeit mit Annegret Kramp-Karrenbauer
Der Landtag des Saarlandes beschloss am 4. Dezember 2017 mit den Stimmen von CDU und SPD die Schaffung der Funktion eines Bevollmächtigten für Innovation und Strategie in der Staatskanzlei. Diese Position besetzte Lange ab Februar des Folgejahres und begann die Zusammenarbeit mit Annegret Kramp-Karrenbauer, damals Ministerpräsidentin des Saarlandes. Der Autor und Journalist Robin Alexander meint, die Ministerpräsidentin habe Lange ausgewählt aufgrund seiner „Kenntnisse des deutschen Hauptstadtbetriebes“, Lange habe an der „intellektuellen Schnittstelle“ von KAS und CDU gearbeitet. Die Zusammenarbeit setzte sich fort, als Kramp-Karrenbauer Generalsekretärin der CDU geworden war; Lange ging mit nach Berlin. Er wurde Leiter der Abteilung „Planung“ (unter anderem zuständig für Strategie, Demoskopie, Redenschreiben und die Beobachtung der politischen Gegner) und stellvertretender Bundesgeschäftsführer der CDU. Am 18. Juni 2019 berichteten Medien, dass Lange Klaus Schüler im Amt des Bundesgeschäftsführers folgen sollte, wovon die Parteivorsitzende Annegret Kramp-Karrenbauer später allerdings wieder abrückte. Im August 2019 folgte Lange Kramp-Karrenbauer ins Bundesministerium der Verteidigung und übernahm dort die Leitung des Leitungsstabs.

## Rezeption
Eine Reihe von Medien bezeichneten Lange als engen politischen Vertrauten von Annegret Kramp-Karrenbauer.
Laut einem Bericht im Magazin Der Spiegel im April 2021 brachte Lange die CDU-Parteizentrale, das Bundeskanzleramt, das Auswärtige Amt, die Junge Union, mehrere Unions-Ministerpräsidenten und das Verteidigungsministerium bei unterschiedlichen Anlässen gegen sich auf.
Konrad Schuller (FAZ) schrieb im April 2024, Lange sei einer der besten deutschen Kenner der militärischen Situation in der Ukraine, die seit dem 24. Februar 2022 von russischen Streitkräften angegriffen wird.

## Werke (Auswahl)
- Aber die NATO! – 10 populäre Mythen über Putins Krieg gegen die Ukraine. Münchner Sicherheitskonferenz, Initiative „Zeitenwende“, 2024 (online).